# Pierre Ragues
Pierre Ragues (ur. 10 stycznia 1984 w Caen) – francuski kierowca wyścigowy.

## Kariera
Ragues rozpoczął karierę w międzynarodowych wyścigach samochodowych w 2003 roku od startów we Francuskiej Formule Renault Campus, gdzie dziewięciokrotnie stawał na podium, w tym raz na jego najwyższym stopniu. Dorobek 175 punktów dał mu tytuł wicemistrza serii. W późniejszych latach Francuz pojawiał się także w stawce FIA GT Championship, Francuskiej Formule Renault, Europejskiego Pucharu Formuły Renault 2.0, Le Mans Series, 24-godzinnego wyścigu Le Mans, Międzynarodowej Formuły Master, NASCAR Whelen Euro Series - Elite, American Le Mans Series, Intercontinental Le Mans Cup, FIA World Endurance Championship oraz European Le Mans Series.

## Wyniki w 24h Le Mans
| Rok  | Zespół               | Partnerzy                          | Samochód                  | Klasa | Okr. | Poz. | Klasa Pos. |
| ---- | -------------------- | ---------------------------------- | ------------------------- | ----- | ---- | ---- | ---------- |
| 2006 | Paul Belmondo Racing | Claude-Yves Gosselin Karim Ojjeh   | Courage C65-Ford          | LMP2  | 84   | NU   | NU         |
| 2008 | Saulnier Racing      | Cheng Congfu Matthieu Lahaye       | Pescarolo 01-Judd         | LMP2  | 333  | 18   | 3          |
| 2009 | Signature-Plus       | Franck Mailleux Didier André       | Courage-Oreca LC70E-Judd  | LMP1  | 344  | 11   | 10         |
| 2010 | Signature-Plus       | Franck Mailleux Vanina Ickx        | Lola-Aston Martin B09/60  | LMP1  | 302  | NU   | NU         |
| 2011 | OAK Racing           | Guillaume Moreau Tiago Monteiro    | OAK Pescarolo 01 Evo-Judd | LMP1  | 80   | NU   | NU         |
| 2012 | Signatech-Nissan     | Nelson Panciatici Roman Rusinow    | Oreca 03-Nissan           | LMP2  | 351  | 10   | 4          |
| 2013 | Signatech-Alpine     | Nelson Panciatici Tristan Gommendy | Alpine A450-Nissan        | LMP2  | 317  | 14   | 8          |
| 2014 | Larbre Compétition   | Keiko Ihara Ricky Taylor           | Morgan LMP2-Judd          | LMP2  | 341  | 14   | 9          |